# Ticinepomis peyeri
Ticinepomis peyeri — вид викопних лопатеперих риб вимерлої родини Coelacanthidae ряду Целакантоподібні (Coelacanthiformes). Вид існував у тріасовому періоді (близько 245 млн років тому). Голотип (номер PIMUZ T3925) являє собою відбиток скелету на камені, що знайдений у пластах формації Бесано поблизу міста Монте-Сан-Джорджіо у Швейцарії.